# Ring*Con
Die Ring*Con (auch RingCon) war eine jährlich stattfindende deutsche Fantasy-Convention. In Europa war sie die größte ihrer Art und wird organisiert von der Fed-Con Veranstaltungs GmbH, die auch für die FedCon verantwortlich zeichnet. Die letzte RingCon fand im Jahr 2015 statt. Laut Veranstalter soll es vorerst keine weitere RingCon geben. Ab 2017 findet die Nachfolgeveranstaltung Magiccon an gleicher Stelle, aber mit weiter gefasstem Themenschwerpunkt statt.

## Geschichte
Ursprünglich lag der Themenschwerpunkt der RingCon auf J. R. R. Tolkiens Herr der Ringe und den Verfilmungen von Peter Jackson, woher sich auch ihr Name ableitet. Seit 2007 behandelt sie auch Buch- und Filmreihen wie Harry Potter, Bis(s) bzw. Twilight, Pirates of the Caribbean, Die Chroniken von Narnia, Game of Thrones, Der Hobbit, Merlin und andere.
Die RingCon fand von 2002 bis 2004 jeweils im Herbst in Bonn statt, in den Jahren von 2005 bis 2007 jedoch zwischenzeitlich in Fulda. Ab 2008 war der Veranstaltungsort wieder das Maritim Hotel in Bonn.
Neben vielen Gastauftritten von Schauspielern aus den Filmen der auf der Convention vertretenen Fantasy-Genres war die RingCon auch durch Aktivitäten der Fans geprägt.
Die RingCon wurde aufgrund der Aktualität der Herr-der-Ringe-Verfilmungen Peter Jacksons ins Leben gerufen, bot aber auch eine Plattform für die Freunde der literarischen Werke J. R. R. Tolkiens: Lektoren und Wissenschaftler zogen linguistische Vergleiche der Sprachen Mittelerdes und zeigten Parallelen zum Altenglischen auf. Außerdem gab es auf vergangenen Veranstaltungen Workshops zum Erlernen der Elbischen Sprache und ihrer Schrift, Schwertkampf-Kurse und Arbeitsgruppen zur Herstellung von Kettenhemden. Kontroverse Diskussionen (zum Beispiel über die Unterschiede der Werke Tolkiens und C.S. Lewis’ Welt von Narnia) standen auch auf dem Programm.
Zu Beginn war die Deutsche Tolkien Gesellschaft Initiator und Mitveranstalter. Wegen der hohen Anforderungen und der großen Besucherzahl war später die Fed-Con Veranstaltungs GmbH alleiniger Veranstalter. Die Tolkien Gesellschaft bot dennoch weiterhin Programmpunkte an und stellte auch viele der Vortragenden.